# クラマール
クラマール （Clamart）は、フランス、イル＝ド＝フランス地域圏、オー＝ド＝セーヌ県のコミューン。
クラマール小郡の一部を構成するが、残りはプレシ＝ロバンソン小郡に属する。

## 地理
現在、クラマールはジョルジュ・ブラッサンスが歌にとりあげたクラマールの森（ムードンの森の名が有名）で二分されている。バ＝クラマール地区は歴史ある中心部で、プティ＝クラマール地区は1950年代にマメ畑から都市へと変貌した新しい地区である。この地区は、1962年8月に起きた、アルジェリア独立反対派（秘密軍事組織, OAS）によるシャルル・ド・ゴール暗殺未遂事件である、プティ＝クラマール事件の舞台として知られる。

## 歴史

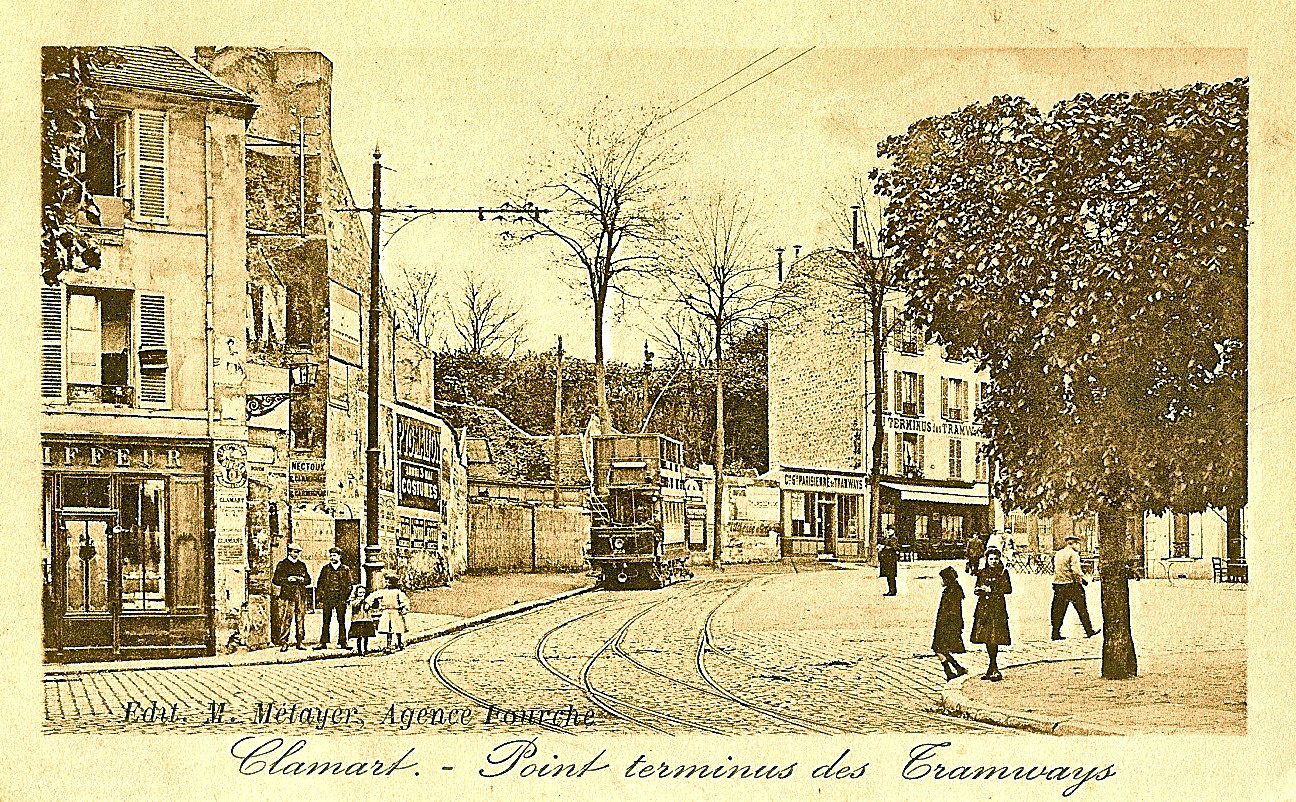
路面電車が走るかつてのクラマール

先史時代より人が定住していたことが、メンヒルの存在で推定されている。
7世紀からラテン語名Clemartiumとして知られていた。
古くから、クラマール墓地は死刑執行された死刑囚、特にフランス革命中はパリ5区でギロチン刑を課せられた者を埋葬してきた。この墓地内には公開解剖施設（en）もあった。1794年3月、パリから逃亡していたコンドルセは、クラマールの居酒屋で逮捕された。
1858年、写真家ナダールは気球に乗って世界初の空中撮影をプティ＝クラマール地区で行った。1865年、アルフォンス・ドーデは『風車小屋だより』をクラマール滞在中に執筆した。
1982年2月24日、プティ＝クラマール地区にあるアントワーヌ・ベクレール病院で、フランス国内初の体外受精によって新生児アマンディーヌが誕生した。
2004年11月11日、バ＝クラマール地区にあるペルシー軍大学病院で、搬送されて治療を受けていたヤセル・アラファトが急死した。

## 交通
- 鉄道 - トランジリアンパリ＝モンパルナス線、クラマール駅
- バス - RATPの路線が18ある
- トラム - トラム6号線。2014年12月に開業し、クラマールには6つの駅が設置された。

## 人口
フランス西部とのアクセスがあるモンパルナス駅に近接するため、過去100年間でブルターニュ出身者が近隣のコミューンを含め多数移住した。また、アルメニア移民が数多くクラマールに定住し、ニット産業に貢献した。

## 関係者
出身者
- リシャール・ポステュー：フィギュアスケート選手
- ハテム・ベン・アルファ：サッカー選手
- アレク・ジョルジャン：サッカー選手
- ジャン＝シャルル・カステッレット：サッカー選手
- ヴィンセント・ポイエー：バスケットボール選手
- ガブリエル・アタル：同国首相

居住死去などゆかりある人物
- ジャック・ドリル：詩人、翻訳者。19世紀初頭に長らくクラマールに居住。
- ニコラ・ド・コンドルセ：数学者、哲学者。1794年にクラマールで逮捕された。
- ナダール：写真家、カリカチュアリスト。1858年10月、プティ・クラマール地区で初の気球からの空中写真を撮る。
- アルフォンス・ドーデ：小説家　クラマールに居住死去。
- ニコライ・ベルジャーエフ：ロシアの哲学者　クラマールに居住死去。
- マリーナ・ツヴェターエワ：ロシアの女流詩人。クラマールに居住。
- ジャン・アルプ：彫刻家、画家、詩人。1925年からクラマールに居住。
- ドラ・マール：シュールレアリスム系写真家、画家。パブロ・ピカソの恋人、ミューズ。クラマールに墓地がある。
- ピエール・モーロワ：元フランス首相。クラマールで死去。
- ヤーセル・アラファート：パレスチナゲリラ指導者。初代パレスチナ自治政府大統領。パレスチナ解放機構（PLO）執行委員会議長。クラマールの病院で死去。

## 姉妹都市
- リューネブルク、ドイツ
- スカントロープ、イギリス
- マハダオンダ、スペイン
- ペナマコル、ポルトガル